# ТЕС Монгстад
ТЕС Монгстад (норв. Energiverk Mongstad) — електростанція у норвезькому регіоні Вестланн (південно-західна частина країни), споруджена за технологією комбінованого парогазового циклу. Стала другою ТЕС такого типу в країні, та, найімовірніше, останньою.
Майданчик для станції обрали в індустріальній зоні Монгстад, розташованій у окрузі Гордалан, на північ від Бергена. Тут розташований потужний нафтопереробний комплекс, що мав стати споживачем теплової енергії ТЕС. Серед потенційних споживачів електроенергії окрім НПЗ також рахувались платформа Troll A на найбільшому норвезькому газовому родовищі Троль та газопереробний завод у Kollsnes. Як основне паливо передбачались вторинні гази НПЗ та природний газ.
В складі енергоблоку встановили обладнання компанії Siemens: 2 газові турбіни 9001E потужністю по 130 МВт та 1 парова потужністю 20 МВт. Загальна паливна ефективність при роботі в режимі ТЕЦ повинна була становити від 70 до 80 %, при цьому теплова потужність (350 МВт) перевищувала б електричну (280 МВт).
Введена в експлуатацію у 2009 році, станція так і не змогла досягнути рівня рентабельності, причиною чого був значно нижчий від прогнозованого попит на пару з боку НПЗ. Як наслідок, по завершенні в 2018 році контракту на постачання природного газу електростанція буде зупинена.
Починаючи з 2011 на ТЕС Монгстад працює експериментальна установка по вловлюванню двоокису вуглецю потужністю 100 тисяч тон на рік. Планувалось, що після вдосконалення технологій тут буде розгорнутий повномасштабний проект, який нейтралізуватиме викиди як електростанції, так і нафтопереробного комплексу. Станом на 2017 рік Технологічний центр Монгстад, який є провідною установою в своїй галузі, продовжував роботу над апробацією нових технологій боротьби з емісією парникових газів.